# Acadiana
Acadiana (também chamada Terra Cajun), é a região da Luisiana Francesa que é lar de uma grande parte da população Cajun. Das 64 paróquias que compõem a Louisiana (estado dos Estados Unidos da América), 22 paróquias, ou cerca de um terço do total, constituem a Acadiana.

Mapa da Louisiana com a Região Acadiana a vermelho, e o coração da Terra Cajun a vermelho escuro.

Bandeira de Acadiana